# Parafia Ewangelicko-Augsburska w Pabianicach
Parafia ewangelicko-augsburska w Pabianicach – parafia kościoła ewangelicko-augsburskiego pod wezwaniem świętych Piotra i Pawła, należąca do diecezji warszawskiej. W 2018 parafia liczyła około 100 wiernych.

## Historia
Na początku XIX wieku, wraz z gwałtownym rozwojem przemysłu, w Pabianicach zaczęła się zwiększać liczba imigrantów z Niemiec, będących wyznania protestanckiego. Od 1804 nabożeństwa ewangelickie odprawiane były  w Zamku Kapituły Krakowskiej przez ks. Friedricha Wilhelma Schramma, dojeżdżającego z Piotrkowa. Parafia ewangelicko-augsburska w Pabianicach została erygowana w 1818. Pomimo spełnienia formalności administracyjnych parafia nie zaczęła funkcjonować. Dopiero w 1827 została reerygowana i zapadła decyzja o wybudowaniu kościoła parafialnego. W chwili powstania parafia obejmowała 320 rodzin z Pabianic i okolicznych miejscowości (m.in. Markówki, Starowej Góry, Bukowca). Kościół  świętych Piotra i Pawła wzniesiono w latach 1827–1832, a w kolejnych dziesięcioleciach rozbudowywano i wyposażano. Równocześnie utworzono cmentarz ewangelicki, w sąsiedztwie istniejącego, katolickiego. W latach 70. XIX wieku na terenie należącym do parafii powstał ogród spacerowy przy ul. Zamkowej. W 1904 zbór pabianicki liczył około 12400 wiernych i był jednym z większych w kraju. Zaczęto odprawiać nabożeństwa poranne i wieczorne, również w języku polskim. Wprowadzono godziny biblijne, nabożeństwa dla dzieci, godziny i święta misyjne. Oprócz posługi duchowej parafia prowadziła działalność oświatową. Na przełomie XIX i XX wieku prowadzono dziesięć szkół elementarnych i jeden kantorat, w których uczyło się 1100 dzieci. Zorganizowano Ochronkę Ewangelicką dla dzieci w wieku przedszkolną. W 1900 otworzono dom starców. Funkcjonowało też Ewangelicko-Augsburskie Towarzystwo Opieki nad Dziewczętami (Jungfrauenverein) i Ewangelicko-Augsburskie Towarzystwo Młodych Mężczyzn (Jünglingsverein), a także Stowarzyszenie Kobiet Wyznania Ewangelickiego (Frauenverein), którego zadaniem była przede wszystkim opieka nad ubogimi i chorymi. 
Rozkwit wspólnoty protestanckiej w Pabianicach przerwała II wojna światowa. W 1943 proboszcz został skierowany na front z powodu braku uległości wobec nazistów i konfliktu z pabianickim gestapo. W latach powojennych parafia pozbawiona była stałego proboszcza. Mieczysław Moczar wydał zakaz odprawiania nabożeństw ewangelickich. W okresie PRL posługę duszpasterską sprawowali księża dojeżdżający ze Zduńskiej Woli. Stałego proboszcza parafia ponownie otrzymała w 1973.

## Współczesna działalność
Obecnie nabożeństwa odprawiane są w każdą niedzielę w kościele parafialnym w Pabianicach przy ul. Zamkowej 8. W każdą ostatnią niedzielę miesiąca odbywają się koncerty z cyklu Muzyczna Niedziela pod artystycznym kierownictwem Magdaleny Hudzieczek-Cieślar. Rokrocznie, w październiku, wspólnie z Urzędem Miejskim, parafia organizuje Międzynarodowy Festiwal "Muzyka Świata w Pabianicach" goszcząc instrumentalistów i wokalistów z Francji, Holandii, Wielkiej Brytanii, Korei, Słowacji, Rosji, Ukrainy, Gruzji, Grecji, a także Polski. Parafia posiada również chór parafialny, występujący na zjazdach chórów diecezjalnych oraz uroczystościach ekumenicznych. 
Obok kościoła znajduje się dom mieszkalny pastorów (wzniesiony w stylu neogotyckim w latach 1900–1902), w którym do dziś mieści się kancelaria parafialna oraz mieszkanie księdza.

## Proboszczowie parafii
- ks. Samuel Friedrich Jäckel (1818–1822)
- wakat (1822–1827)
- ks. Johannes Gottfried Hayn (1827–1832)
- ks. Daniel Biedermann (1832–1875)
- ks. Wilhelm Zimmer (1875–1898)
- ks. Rudolf Schmidt (1898–1938)
- ks. Juliusz Horn (1938–1943)
- ks. Müller (1943–1945)
- ks. Henryk Wendt – administrator (brak stałego proboszcza w latach 1945–1953)
- ks. Gustaw Kraina (do 1967)
- ks. Jan Polok (1973–1978)
- bp Mieczysław Cieślar (1978–1996)
- bp Jan Cieślar (od 1996)